# Claudio Achillini

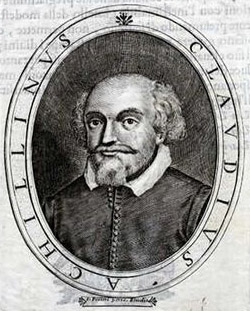
Claudio Achillini

Claudio Achillini (* 1574 in Bologna; † 1640) war der Enkel von Giovanni Filoteo Achillini und der Großneffe von Alessandro Achillini und ein italienischer Philosoph, Theologe, Jurist, Mathematiker, Dichter und Librettist.
Neben allgemeinen Wissenschaften und Medizin studierte er hauptsächlich Rechtswissenschaft. Er lehrte in Bologna wie in Ferrara und Parma als Professor und trat zu Papst Gregor XV., König Ludwig XIII. und Kardinal Richelieu in nähere Beziehung. Letzterer soll ihm eine Goldkette im Wert von 1000 Kronen für ein canzone, das an  Louis XII anlässlich der Geburt des Thronfolgers adressiert war, offeriert haben.
Er starb 1640 auf seinem Landgut. Als Dichter (Rime e prose, Venedig 1673) folgte er dem  Marinismus.